# Paris Open 1969
Il Paris Open 1969 è stato un torneo di tennis che si è giocato sul cemento indoor. È stata la 1ª edizione del Paris Open. Il torneo si è giocato nello Stade de Coubertin di Parigi, dal 3 al 9 novembre 1969.

## Campioni

### Singolare
Tom Okker ha battuto in finale  Butch Buchholz 8–6, 6–2, 6–1